# جانی برن (بازیکن فوتبال)
جانی برن (انگلیسی: Jonny Burn؛ زادهٔ ۱ اوت ۱۹۹۵) بازیکن فوتبال اهل بریتانیا است.
از باشگاه‌هایی که در آن بازی کرده‌است می‌توان به باشگاه فوتبال یورک سیتی، باشگاه فوتبال اولدهام اتلتیک، باشگاه فوتبال دارلینگتون، باشگاه فوتبال بریستول راورز، باشگاه فوتبال کیلمارنوک، و باشگاه فوتبال میدلزبرو اشاره کرد.